# 아푸에스타 포르 운 아모르
《아푸에스타 포르 운 아모르》(스페인어: Apuesta por un amor)은 2004년 방영된 멕시코의 텔레노벨라이다.